# José Santos Tornero
José Santos Tornero Montero (Viniegra de Abajo, La Rioja, España; 1 de noviembre de 1808-Chile, 1894) fue un empresario y periodista chileno de origen español. 

## Biografía
Fue el mayor de los cinco hijos de León Tornero y Francisca Montero. En Chile el 18 de marzo de 1837, se casó con la quillotana Carmen Olmos de Aguilera y Orrego, con quien tuvo trece hijos, siete de ellos muertos inesperadamente. Su mayor pérdida fue la muerte de su hijo Orestes León, fallecido en 1881 a la edad de 43 años. Sus hijos sobrevivientes fueron Recaredo Santos, Matilde, Isabel, Enrique, Juan y Carlos.
Dada la crisis de la economía lanar de la zona, decidió buscar nuevos horizontes en la ciudad de Sevilla, donde se empleó como dependiente de comercio de la tienda de Jacinto Chacón. En dicha ciudad amplió sus conocimientos en literatura, geografía, contabilidad e idiomas, que le fueron de gran utilidad años más tarde.
Tras fallecer el dueño de la tienda donde era empleado, decidió migrar a Chile en 1834 junto con sus hermanos Eusebio y Juan. Se estableció en la ciudad de Valparaíso en diciembre de dicho año. Sin embargo, años más tarde sus hermanos volvieron a España. 

## Primera Librería en Chile

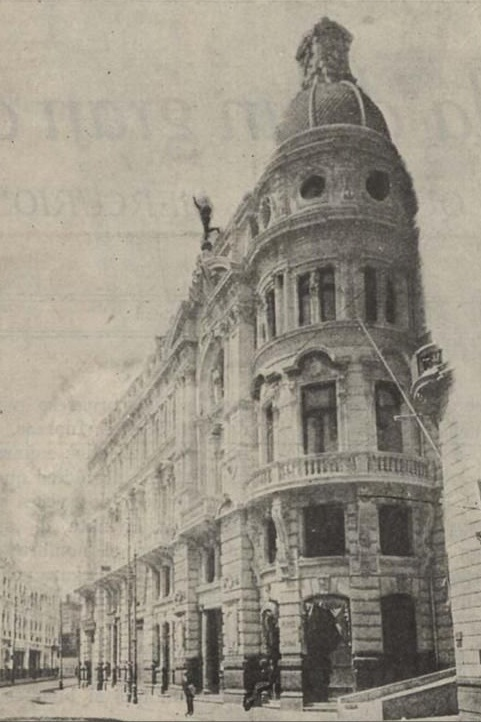
Edificio del periódico El Mercurio de Valparaíso, construido en 1869 y demolido en 1925.

Antes de casarse, trabajó en el establecimiento comercial del destacado comerciante José Vicente Hidalgo por algunos meses.
En 1840, junto con un socio comercial, se estableció con un almacén de productos varios en la calle Prat, en el centro de Valparaíso. Al poco tiempo y tras comprar un número importante de libros desde España que había importado Domingo Otaegui (quien acababa de fallecer), decide establecer junto al almacén una librería a la que denominó Librería Española. Siendo la primera librería pública abierta en Chile. A los pocos meses abre una segunda librería en la calle Huérfanos en la ciudad de Santiago, razón por la que se le considera el creador de este negocio en Chile. Sin embargo, en septiembre de 1842, decide vender ambas librerías con la finalidad de adquirir la imprenta y el periódico El Mercurio de Valparaíso.
Poco tiempo después, en 1845, establece en la ciudad de Santiago la «Agencia y Librería de El Mercurio» y en 1847 la «Librería de El Mercurio» de Valparaíso. Posteriormente, abrió también librerías en Concepción, Copiapó, La Serena, San Felipe, entre otras, además de una agencia que abrió en la ciudad de El Callao en Perú. Todas estas librerías servían también a Tornero como puntos de venta de las obras que imprimía en su imprenta, como puntos de venta de libros y como agencias de su periódico. 
Tras su muerte, las librerías continuaron en propiedad de su familia. La Librería El Mercurio en Valparaíso estuvo en manos de su hijo Orestes desde 1866 hasta su fallecimiento en 1881, después de lo cual pasó a su hijo Recaredo. Dicha librería cerró sus puertas en el año 1920. La librería establecida en la ciudad de Santiago pasó a ser propiedad de su hijo Carlos Tornero Olmos: denominada La antigua Librería, siguió abierta durante varios años después de la muerte de Carlos bajo la razón social de C. Tornero y Cia. Ltda.
De desempeño como editor y propietario de ese medio en forma ininterrumpida hasta el año 1864, cuando las tensiones entre Chile y España se agudizaron. En marzo de 1866, tras el bombardeo de Valparaíso muchos españoles residentes migran, incluido José Santos, su mujer y cuatro hijos menores, quienes después de pasar por El Callao se trasladan a España. En 1869 regresó junto con su familia a Chile, donde murió a los 86 años de edad.
En su obra Reminiscencias de un viejo editor, dice de sí mismo:

Mis aptitudes eran más propias para el escritorio, medianas para librero y mejores para impresor y editor. Así que en cuanto se me presentó la oportunidad me hice librero y poco después impresor y editor.

## Edición de libros

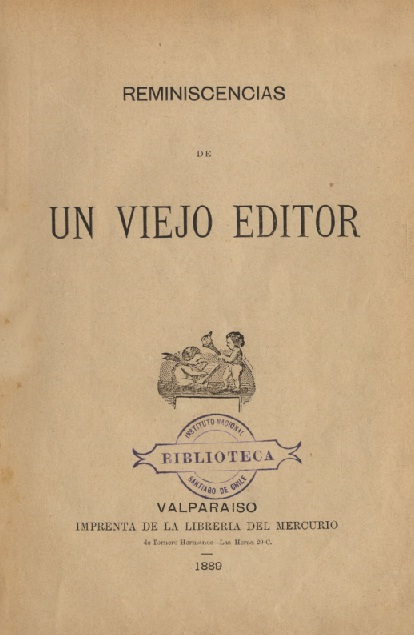
Portada de su libro Reminiscencias de un Viejo Editor, 1889.

En 1847 la Imprenta El Mercurio se había transformado en una de las más productivas. Se había desarrollado una línea editorial llamada Biblioteca de la Educación, el cual incluyó también textos de contaduría y comercio de su propia autoría, que poseía títulos tan diversos como literatura, historia de Chile, aritmética, religión, entre otros. Además, se desarrollaron otras líneas denominadas Biblioteca de la Legislación, Biblioteca de la Poesía, Biblioteca de la amena lectura y el Museo Dramático que incluyó obras de comedias y drama.
Muchos de los textos, formaron parte de la enseñanza obligatoria en las escuelas del país.
Junto a la alta producción de libros, fue editor del semanario El Festivo, que se publicó desde 1846, y de la publicación quincenal Revista del Pacífico. Además, entre 1823 y 1872, se adjudicó la publicación de los 17 tomos del Boletín de las Leyes y Decretos del Gobierno de Chile.
En 1847 editó una obra de su propia autoría llamada Guía General de la República de Chile, de 392 páginas y que más tarde inspiraría a su hijo Recaredo a producir en 1872 Chile Ilustrado.
Publicaciones
- Tratado de la fabricación de vinos naturales e imitados de la destilación de aguardientes.[6]

- Lecciones jenerales de comercio.[7]

- Manual de jeografía.[8]

- Tratado de economía rural.[9]

- De la cría y propagación de los animales domésticos.[10]

- Tratado teórico práctico de agricultura general.[11]

- Compendio de la historia de América: desde la conquista hasta nuestros días.[12]

- Reminiscencias de un viejo editor.[13]